# Перемишлянський район
Перемишлянський район — колишній район України на південному сході Львівської області. 
Перемишлянський район розташовувався у південно-східній частині Львівської області, в межах Подільської височини. Межував на півночі — із Золочівським районом, на сході — з Тернопільською областю, на півдні — з Івано-Франківською областю, на південному заході — з Жидачівським районом, на заході — з Пустомитівським і Миколаївським районами.
Площа району в адміністративних межах займала 91, 8 тис. га, що становило 4, 2 % території Львівщини.
Корисні копалини: пісок, пісковики. Є мінеральні джерела. Річки — Свір, Гнила Липа, Золота Липа (бас. Дністра). Ґрунти дерново-підзолисті, сірі, світло-сірі й темно-сірі опідзолені та опідзолені чорноземи. Лежить у лісостеповій зоні. Ліси (граб, бук) займають 26, 8 тис. га.

## Історія
Археологічні пам'ятки Перемишлянського району
1. Городище давньоруське, с. Підгородище, урочище Городки (XI—XII ст.). На державному обліку з 5. 05.1972 р., № 183
2. Городище давньоруське, с. Підгородище, урочище Городище (XI—XV ст.)
3. Селище давньоруське, с. Болотня (X—XIII ст.)
4. Селище давньоруське, с. Коросно (Коросне), урочище Фільварок, ми мі двома струмками, північно-західна околиця села (кінець XIII — початок XIV ст.)
5. Поселення черняхівської культури, с. Бачів, урочище Долина (III—IV ст.)
6. Поселення черняхівської культури, с. Кимир, урочище Гумнисько (III—IV ст.)
7. Поселення скіфського періоду, с. Лагодів, урочище Помірки, Липовиця (VI—V ст. до н. е.)
8. Поселення скіфського періоду, с. Лагодів, урочище Німецькі корчі (Залуки) (VI—V ст. до н. е.)
9. Могильник скіфського періоду, с. Лагодів, урочище Залука (VI—V ст. до н. е.)
10. Могильник липицької культури, с. Болотня, урочище Оселище (I—II ст н. е.)
11. Поселення черняхівської культури, с. Свірж, хутір Кутиська, урочище Стежки (III—IV ст.)
12. Поселення трипільської культури с. Костенів, урочище За святим Яном (III тис. до н. е.) На державному обліку від 19.07.1995 р. № 529
13. Городище, с. Мостище, урочище Бучкова гора (XI—XIII ст.)
14. Городище с. Затемне, урочище Замчисько (X—XI ст.) -науково- популярний журнал «Наша спадщина № 4 2017, с. 56»

## Історія району
Територія Перемишлянського району була заселена людьми ще у сиву давнину. Археологами досліджені поселення землеробських племен, які проживали тут у III тис. до н. е. З часів давньоруського періоду на території району залишився цілий ряд пам'яток оборонного будівництва.
Район утворено 4 грудня 1939 року. З 1962 по 1964 роки його територія була включена до складу Золочівського району. 4 січня 1964 року Перемишлянський район було відновлено, але в дещо змінених межах.
З 1965 року м. Перемишляни стало районним центром. 05.02.1965 Указом Президії Верховної Ради Української РСР передано Великоглібовицьку сільраду Пустомитівського району до складу Перемишлянського району.Район ліквідовано у 2020 р.

### Боротьба ОУН— УПА на території Перемишлянського району
Звіт про діяльність відділів УПА за лютий 1944 р. у Бережанській окрузі 9 лютого 1944 р.
ЗВІТ Відплатні акції: В ночі з 3—4 лютого відділ «Сіроманців» виконав акцію на польське село Ганачів пов. Перемишляни. Вбито біля 180 ляхів, ранено около 200, а решта згоріла у вогні. Село спалено у 80 %. Лишилися лише муровані хати і костел. Ляшня ставила великий опір: стріляли з трьох скорострілів, МП, крісів, гранатометів і ручних гранат. Багато боронилось теж ґралями, сокирами і т. д. [З]брої їхньої не здобуто. Все згоріло. З нашої сторони втрачено 734 набоїв та […] гранат. Втрат у людях жодних. Протокол перешлю.
ПРОТОКОЛ в справі відплатних акцій на поляках в пов. Перемишляни. Дня І.IV.44 р. вбито в с. Біле 19 поляків, спалено ІІ господарств.
Дня 2.IV.44 вбито 9 поляків, дві жидівки, які були на службі поляків. Дня 5.IV.44 р. в с. Пнятин вбито 5 поляків. Дня 14.IV.44 р. вбито 38 поляків в с. Жидовичі. В тому числі 4 жінки, які ставили опір. Спалено 14 господарств. Дня 15.IV.44 р. в с. Тучне вбито 66 поляків, спалено 28 господарств. Дня 29.IV.44 р. в с. Добряничі вбито 5 поляків і одного українця-сексота. Дня 29.IV.44 р. в с. Утіховичі вбито 9 поляків. Дня 30.IV.44 р. в с. Тучне вбито 4-ох поляків. Дня 29.IV.44 р. в с. Прибин вбито одну польську шовіністку й її господарство спалено. Дня 30.IV.44 р. в с. Прибин вбито трьох поляків і спалено одно господарство. Дня 30.VI.44* р. в с. Глібовичі вбито 42 поляків, на присілках: Мисьова 22, Містечка 36, Зарубина 27, Бечас 18, Неділиська 19, Грабник 19, Галина 80, Жабокрук […] поляків. Всі акції проводила пов. боївка за допомогою УПА «Орли». Вище заподіяні акції [н]а поляків переведено в зв'язку з подіями на Холмщині та тому, що вони дійсно співпрацювали з німцями і сильно паралізували нашу роботу в цьому терені. Постій, 12.V.1944 р. /–/ Г[ре]к
ГДА СБ України, ф. 13, спр. 376, т. 34, арк. 268. Копія https://litopysupa.com/wp-content/uploads/2019/01/NS_Tom_20_Voienna_okruha_UPA_Lysonia_1943-1952_Dokumenty_i_materialy.pdf
Найбільший бій УПА — Лисоня під командуванням сотника Яструба з большевиками під с. Уневом
(В бою під с. Уневом під командуванням сотника Яструба брав участь загін, в склад якого входять такі сотні: «Сіроманців», під ком. хор. Косача, «Бурлаків», під командуванням хор. Чорного, «Полтавців» під командуванням хор. Максима, сотня під командуванням командира Коса і сотня під командуванням ком. Довбні). Вже в п'ятницю дня 29.11.1944 р.* у вечері наша розвідка донесла, що большевики концентрують свої сили в Перемишлянах. На ранок з 30 вересня 1944 р. сотник Яструб зарядив поготівля, досвітком о год. 4 вислано стежі на всі напрями, які донесли, що до с. Унева, Перемишлянський р-н і до монастиря приїхало около дві сотні большевиків, в тому напрямі вислано дві засідки по дві чоті, які мали за завдання розбити большевиків, вигнати їх з Унева та визволити арештованих (було припущено, що большевики роблять акцію на село). Одна засідка, котра пішла в напрямі північно-західному від с. Унева, натрапила на більшу силу большевиків, які ішли розстрільною на село, не чіпали їх, пірвали зв'язок з другою засідкою та була відрізана цілковито від табору і долучила пізно в ночі, не беручи участи в бою, нею командував ст. бул. Голка. Друга засідка йшла в південно-східний напрям від с. Унева і натрапила на большевицьку розстрільну, яка наступала на ліс. Наші зайняли боєві становища і почали обстрілювати большевицьку розстрільну. Цею засідкою командував хор. Чорний. Бій почався о год. 9-ій. Під наступом двох большевицьких наступів хор. Чорний відступив на лінію наших застав і зажадав помочі. О год. 10 сотник Яструб кидає туди дві [чоти] сотні «Сіроманців» під командуванням хор. Косача, які спільно з двома чотами Чорного спиняють большевицький наступ. Останні розвідчики, які повернули з с. Лонів, Словіти і Якторова донесли, що большевики зробили застави на всіх дорогах, що виходять з Унівського лісу та беруть нас в окруження. Ще перед боєм сотник Яструб визначив всім сотням становища так, що всі разом брали табор у колову оборону, маючи тісний зв'язок із собою. Сотня «Полтавців» під командою хор. Максима тримала оборонні становища в напрямі від Лонів та тримала зв'язок на правому крилі із сотні «Бурлаків», на лівому з сотні під командуванням ком. Коса. Сотня під командою ком. Коса тримала оборонні становища в напрямі від Словіти і тримала зв'язок на правому крилі з сотнею «Полтавців», на лівому з сотнею під командою Довбні. [Сотня під ком. Довбні] тримала оборонні становища в напрямі від Якторова і тримала зв'язок на правому крилі зі сотнею під командою Коса, а на лівому зі сотнею «Сіроманців». Найбільший натиск провели большевики від Унева і тут наступали все новими резервами, які падали від вогню наших кулеметів. На інших відтинках чути було час від часу стріли, а це свідчило, що там тримають лише застави. Година 10.30 з боєвої лінії привезено перших ранених, між ними сотника вих. сотні «Бурлаків» Олімпа, який був тяжко ранений розривною кулею в груди. В 10.45 наслідком упливу крови [він] помер. Большевики почали довозити свіжі сили з Перемишлян, а навіть приїхало кілька танків, які посувались лінією в наш табор. На цій лінії, котрою їхав танок, стояв «кольт», яким обстрілював ворожі розстрільні прославлений в багатьох боях роєвий вояк із сотні «Сіроманців». Коли на лінії показався танк, тоді большевики з криком «Ура» кинулися в наступ, роєвий Вовк пустив кілька серій по розстрільній і примусив її залягти, а тоді протипанцирними кулями ушкодив танк і примусив його спинитися, а услузі розбитися. Після ушкодження першого танка большевики не посилали більше танків до наступу, лише почали обстрілювати наш табор гранатометами досить цільно. Одно стрільно попало близько гранатомета і зранило кількох з обслуги та примусило замовкнути нашому гранатометові, бо не було де вибрати в лісі нового становища. Кілька стрілів з большевицького гранатомета, які попали в середину нашого табору, не вибухли, як пізніше їх оглядали — в них не було зревателя, чи це припадок, чи саботаж — не відомо. Наші відділи били з трьох 82 мм гранатометів, які цільно падали на ворожі становища і робили паніку серед большевиків, та проріджували їхні ряди. Продовж цілоденного бою, який тривав від год. 8-ї до 23-ї большевики провели 22 наступи, котрі заломилися об нашу оборонну лінію і не дали ворогові жодного успіху, лише втрати. Було припущення, що будуть наступати тільки до вечера, але у вечір виявилось, що вони хочуть тримати табор в окруженні цілу ніч, а на другий день знову продовжувати бій свіжими силами. Сотник Яструб дав наказ відв'язатись від бою і видістатись з окруження. Під покривом ночі фіри з раненими і табор наш почали відїздити окружною дорогою в південно-східному напрямі, а наші розстрільні дальше тримали становища. Коли табор і ранені опустили місце нашого постою, тоді дано наказ опустити становища. О год. 24 наші відділи нечутно для вуха ворога покинули становище і рушили за табором в тому напрямі. Наші втрати в тому бою 17 вбитих і 25 ранених. Ворог втратив (самі большевики казали), щось 165 вбитих, в тому числі 8 старшин, наша розвідка доносить, що вбитих мали около 200—250, кількости ранених тяжко устійнити. Відв'язавшися від большевиків дня 30 вересня 1944 р. о год. 24 цілий курінь форсовим маршом пішов лісами поміж Липівцями та Борщевом і о [год.] 10 дня 1 жовтня 1944 р. стали на короткий відпочинок в лісі коло с. Пнятина, Перемишлянський р-н. Стрільці змучені цілоденним боєм і 10 годинним маршом положилися відпочивати, а кухарі варили обід. В часі обіду о год. 16 розвідка донесла, що до с. Пнятина приїхали танки. Сотник Яструб не чекаючи закінчення обіду дав наказ готовитися до відходу і виїздити табором в напрямі Полюхова. Коли переднє обезпечення в якому йшла сотня «Бурлаків» вийшло з лісу і доходило до залізничного тору, то побачили три танки, які перетинали загонові дорогу. Побачивши танки переднє обезпечення і табор завернули до лісу. На наказ командира всі відділи зайняли становища і мали завдання не пустити ворога до лісу. Сотник Яструб взявши зі собою протитанковий кріс, пішов у боєву лінію і особисто одним вистрілом в танк збив його зі шляху та унешкідливив, чим примусив інші танки перестати під'їздити до лісу. Большевики догонивши нас танком коло с. Пнятина мали завдання зв'язати нас зі собою боєм, притримати в лісі до другого дня і підтягнути більші сили, зліквідувати нас. Ворог обставив всі лісові дороги, щоби нам відтяти доступ до більших комплексів лісу, але ми дочекалися до вечора, тихо вийшли з лісу, не натрапили на жодну ворожу заставу і пішли в південно-східному напрямі. Як сказалось пізніше, большевики про наш відділ не знали, бо на другий день почали наступати на ліс з кількох сторін і натрафили одні на других — розпочали сильну стрілянину між собою. Бій між ними тривав досить довго і як зорієнтувалися по говоренні цивільного населення, мали досить великі втрати вбитими і раненими. Остаточно по кількагодинному бою якось між собою порозумілись і стративши по «бандеровцах» слід завернули до Перемишлян. В бою під с. Пнятином впало з нашої сторони 7 стрільців вбитими і трьох ранених, які поранені виключно стрілами танкових гармат. В бою під с. Уневом і в облаві під с. Пнятином брало участь 1 000 большевиків, які маючи по дорозі танки не могли розбити нашого загону. Загальні втрати большевиків, стверджено остаточно нашою розвідкою, виносять 355 вбитих і ранених.https://litopysupa.com/wp-content/uploads/2019/01/NS_Tom_20_Voienna_okruha_UPA_Lysonia_1943-1952_Dokumenty_i_materialy.pdf
Бій відділу «Полтавців» Дня 29.ХІІ.44р. коло присілка Кам'янка с. Мелна Рогатинщина мрачний ранок. Ранна зоря заповідає службовий підстаршина. Вислати стежу в напрямі села Корелич і дати заставу на краю ліса наказує чот. Семен. Заряджує поготівля,  — бо не знати що сьогодні буде, каже службовий підстаршина. Хлопці готові, жартують, оповідають свої сни, обідають, а частина поміж стійки та веде в терені розвідку. Ранок проходить спокійно звичайним повстанським життям в таборі. Стійка завважує в ліску від с. Корелич ворожу розвідку, година 8-м[а] чути з того напрямку стріли. Чотовий Семен наказує збірку, стягання стійок, затирання слідів постою і відхід стрілецьким рейдом в напрямі присілка Кам'янка, де кватирує решта відділу під командою ком. Максима. По дорозі розвідка доносить, що в с. Мелні більшовики зробили заставу від лісу і йдуть в напрямі присілка Кам'янки і Стиртиська. Ком. Максим дає наказ машерувати в напрямі присілка Пилипівка, де повинна бути решта відділу «Верховинці», в с. Мелні чути стрілянину. До Кам'янки підходять більшовики. По дорозі получує розвідка з с. Корелич і оповідає, що більшовики зробили заставу від сс. . Корелич, Добрянич і Ферлеєва. По стрілам орієнтуємось, що більшовики є в с. Яглуш, Виспа і Дички. Ліс окружений — облава, гостинця перейти неможливо бо стоять танки. Скручуємо стрілецьким рядок в напрямі присілка Митці на с. Кореличі і йдемо пів. схід. Доходимо до краю ліса на узбіччя гори — чуємо крики… Ком. Максим наказує стати заняти колову оборону і приготовитись до бою. Чути виразні слова ворожої команди, більшовики близько підходять розстрільною до нас. Без наказу не стріляти! — іде по лінії наказ від ком. Максима. По замерзлій дорозі чути тарахкіт возів, якими підвозять більшовики тяжкі кулемети і гранатомети ближче наших становищ. З північної сторони понад Деброю в напрямі наших становищ посувається ворожа розстрільна: год 12-та розпочинається бій ми з усіх сторін окружені ворогом. Стріляти до ціли! — наказує чот. Калина,  — держіться добре хлопці не відступайте, тут виходу намає, тільки сильний вогонь і прорив! Більшовики наступають яром з півночі по них заграли кулемети 1-ї роти та примусили їх до відступу. По короткій перестрілці ворог знову поновлює наступ і підходить до наших становищ на 50—30 м. Хлопці держаться добре не відступаючи ані на крок. Сильний перехресний вогонь і ворог утікає до закритих становищ, робить маневр і заходить нас з півн. заходу. Знову сильний перехресний вогонь але ворог вперто атакує дальше. Серед ворожої розстрільної завважують стрільці їхнього командира, який безустанно кричить «Вперед! Вперед!» Ціляй ось тут! — кричить чот. Семен і взяв від вбитого стрільця кріса,  — його ППШ затялося ціляє в командуючого більшовицького старшину, який паде на місці вбитий, решта втікає до заду залишивши на полі бою кільканадцять вбитих і ранених. Бій затягається, чути густу стрілянину з кулеметів і гранатометів, по нашій стороні є вбиті і ранені, які готовлять гранати для розірвання себе щоб не попасти живим в руки ворога. Ворожій перстень навколо нас звужується. В півн. напрямі видно червоні ворожі ракети, які сигналізують про підмогу і рівночасно показують напрям своїм гранатометам. Серед густої стрілянини нечутно під'їздять 3-ри тяжкі танки у віддалі від нас на 200—300 м починають обстрілювати наші становища з легких гарматок і з танкових кулеметів. Залога одного танка, яка вилізла з нього і готовилась до обстрілювання наших становищ, була знищена вогнем нашого кулемета,  — танк ушкоджено, 2-а другі танки завертають назад і перестають бути для нас шкідливі своїм нецільним вогнем. Змінивши напрям танки знову появляються недалеко наших становищ. Серед розгару бою паде наказ приготовити гранати і іти на пролом! По лісі розлягся вибух кільканадцятьох ручних гранат і могутнє «Слава»! з сотні грудей українських повстанців і ми пішли на пролом ворожого перстеня. Ворог не сподівався нашого нагального наступу і почав цофатися до заду, але опам'ятавшись від перших вибухів старається нас здержати в окруженні. Сильний вибух гранат і 379 могутнє «Слава»! вдруге, і ми починаєм виходити з ворожого окруження. В часі прориву паде смертельно ранений ком. відділу Максим говорячи останні слова: «Хочу бачити Україну вільною, а Київ столицею сходу»! і на все пращається з близькими стрільцями командир і чот. Семен перебирає команду над відділом і виводить його з ворожого окруження. По лісі ще більшовики роблять кілька засідок, які ми ліквідуємо і переходимо на другий бік річки Свірж, в ліси Бібреччини. Тут залишаємо ранених і ідемо дальше на відпочинок. В цьому бою наші втрати виносять: 21 вбитий і 11ь ранених між ними ком. Максим і 4 роєвих. Ворог втратив: як донесла розвідка коло 200 вбитих і 180 ранених. Подали політвиховники відділів, учасники рейдів і боїв.(ГДА СБ України, ф. 13, спр. 376, т. 66, арк. 113—114. Копія.)
2 квітня 1945 р. сотня «Верховинців» зробила три засідки трьома чотами з таким розположенням: 2-а чота зробила засідку в с. Добряничах на гостинці від с. Утіхович. 1-а чота зробила засідку в с. Короличах на шляху Перемишляни–Рогатин. Рівночасно 3-а чота мала зробити засідку в с. Остаповичах. Спецвідділ вже в 3-ій годині попав під Остаповичами на большевиків не встигши навіть заняти становищ. По короткій перестрільці чота відступила маючи двох ранених, де один з них помер (стр. Рожевий). Більшовикам знищено кулемет з обслугою. Більшовики думали, що чота відступила в напрямі Добряниць і подалися туди, попали в засідку другої чоти. Роєвий Месник відкрив по большевиках вогонь і знищив 14 большевиків, решта відступила. Через 15 хв[илин] большевики за горою переорганізувалися і почали наступ на наші становища. В тому часі ком. відділу, котрий був при першій чоті висилає на поміч 2-ій чоті два рої під командою чот. Соловейка, які обійшли большевиків зі заходу і вдарили на них кулеметним вогнем, після того большевики втекли до району. Коло год. 10 від сторони с. Брюхович показалася більша сила більшовиків з гарматкою і танкеткою, наші чоти на наказ ком. відділу відступили до лісу. Більшовики відкрили до опущених становищ сильний вогонь з гарматки і кулеметів. У висліді бою більшовики втратили 26 вбитих і 9 ранених, наші втрати двох вбитих (заст. чот. Муреска і кулем. Гад*), та один легко ранений. 2 квітня 1945 чота відділу «Полтавців» зробила засідку в с. Камир при шляху Бібрка-Перемишляни. Рівночасно чота відділу «Риболовців» забезпечувал[а] засідку від сторони [райцентру] Перемишляни. Засідка розмістилась в кількох на […] у віддалі 20 мет[рів] від шляху. В засідку попало дві підводи які зліквідовано і 12 стрибків, які йшли на допомогу тим большевикам, що їхали підводами. У висліді засідки зліквідовано 9 больш[евиків] в тому стар. лейтенанта НКВД Малишкіна, 6 зловлено живими в тому воєнрук і кількох поранено. Здобуто: 5 кулеметів, 2 автомати, 2 самозарядки, 8 крісів і 3 пістолі. Успішному проведенні засідки допоміг ст. віст. Орел, який получився телефоном з сільради Кимера (представившись як голова сільради) із Сві[р]жем і Перемишлянами. Довідавшись про малі сили большевиків і повідомив про «великі сили повстанців», цим здезорєнтував большевиків. Чота відділу «Риболовців», яка тримала заставу на шляху Кимир–Уськоничі задержала большевиків, які їхали на допомогу до Кимера, вбиваючи 7 больш[евиків], з нашої [сторони] не було втрат.https://litopysupa.com/wp-content/uploads/2019/01/NS_Tom_20_Voienna_okruha_UPA_Lysonia_1943-1952_Dokumenty_i_materialy.pdf
Березень 1947 р. органами НКВС було розгромлено кущ ОУН «Гая» у складі 5 чоловік.https://litopysupa.com/wp-content/uploads/2019/01/NS_Tom_05_Borotba_proty_UPA_i_natsionalistychnoho_pidpillia_kn2.pdf

###### Повстанці з Перемишлянщини
1. Буг — рік нар. 1923, освіта серед. і три триместри медінституту. Симпатик до 1943 року опісля член ОУН. Родом з Перемишлянщини.
2. Орлич — рік нар. 1909, освіта сер. і тримісячний адміністративний курс. Член ОУН з 1938 р. провідник ІНО*. Походить з Перемишлянщини
3. Богдан: р. нар. 1924, освіта 7 кл. сер. школи, член ОУН від 1938 р. підрайоновий пропагандист. Походить з Бережанщини. 16. Зенон: р. нар. 1914, освіта 6 кл. нар. школи. В ОУН від 1932 р. районів пропагандист, Перемишлянщина
4. Мирон: р. нар. 1923, освіта нар. і дворічна торгівельна, 5 місяців вищий торгівельний курс. В ОУН від 1941 р. районів проп. Перемишлянщина.
5. Крук: р. нар. 1923, освіта семен. матура, учитель. До ОУН належить від 1940 р., рай пропагандист. Родом з Перемишлянщини.
6. «Боднаренко»(? –07.1944, біляс. Плоска Перемишлянського р-ну Львівської обл.). Інструктор та к-р чоти в підстаршинській школі ВО «Лисоня» (04—07.1944); походив із СУЗ
7. Івахів Василь («Рос», «Сом», «Сонар»; 18.04.1908, с. Подусільна Перемишлянського р-ну Львівської обл. — 13.05.1943, с. Черниж Маневицького р-ну Волинської обл.). Крайовий військовий референт ОУН ПЗУЗ (1942—1943), організатор і перший командир УПА на Волині (1943); підполковник УПА (з датою смерті), відзначений Золотим Хрестом бойової заслуги УПА І кл. (з датою смерті).
8. Ковальський Юліян («Гарпун»; 24.11.1918, с. Липівці Перемишлянського р-ну Львівської обл. — 13.05.1943, с. Черниж Маневицького р-ну Волинської обл.). Шеф штабу УПА на Волині (1943), сотник УПА (з датою смерті).
9. Паук Михайло («Загір»; ?, с. Великі Глібовичі Перемишлянського р-ну Львівської обл. — весна 1945, Львівська обл.). Вишкільний референт крайового проводу ОУН у Великонімеччині (1942), згодом, ймовірно, курсант старшинської школи УПА «Олені»(1944) і, ймовірно, надрайонний провідник ОУН Городоччини (1945).
10. Горбаль Іван («Назар», «Артем»; ?, с. Великі Глібовичі Перемишлянського р-ну Львівської обл. — ?). Член охорони Романа Шухевича, 14.08.1945 при виявленні криївки в с. Рай поранений потрапив до рук більшовиків (у підпіллі вважали, що він загинув); відзначений Золотим Хрестом бойової заслуги І кл. (1945),
СПИСОК вбитих, ранених та залишених з відділу «Рубачів» (З бою 7.ІХ.44 р. біля с. Слов'ятин) Вбиті: 1. Голуб Василь Пастернак с. Утіховичі пов. Перемишляни 2. Горкий Гричух с. Плетеничі пов. Перемишляни 3. Бух Довгополий Зенко с. Малашівці пов. Тернопіль 4. Олесь Кіценюк Микола с. Білка пов. Перемишляни.
Ранені: 1. Зенко Петро Онуфрик с. Пуків пов. Рогатин 2. Марко с. Новосілка пов. Підгайці 3. Каня с. Осталовичі пов. Перемишляни 4. Монька с. Біле пов. Перемишляни 5. Луг пов. Золочів 6. Клен Кубринович Іван с. Неділиска пов. Перемишляни.
Залишені: 1. Звідун Василь Бандура с. Мартинів нові пов. Рогатин 2. Запорожець 3. Лис Ільчишин с. Ладанці пов. Перемишляни 4. Бистрий Петро Трофим'як м. Перемишляни 5. Кожем'яка с. Осталовичі пов. Перемишляни [6. Сивий пов. Перемишлян. Загальний стан: 153 чол. з того вбитих 4 чол. Ранених 6 чол. залишених 6 чол. Осталось: 137 чол. ЦДАВО, ф. 3833, оп. 2, спр. 63, арк. 74. Оригінал. Рукопис. 1

### Репресії НКВС-КДБ
5.ІХ.44 р. о год. 12-й приїхало до с. Біла 2 поляки та 2 жиди НКВДисти. Після списку взивали до сільради підозрілих їм мужчин та жінок. 6.ІХ.44 р. більшовики заїхали до с. Осталович, а звідси вечером розстрільною зайшли до с. Ушкович. Обстрілювали ліс та рівночасно села. Більшовики зловили двох хлопців та одного з них ранили. Більшовики раненого взяли на допити і цей все виспівав, що знав: хто він такий, куди втікає, де міститься боївка. Обох хлопців більшовики забрали до Перемишлян. Про цей всип зі сторони боєвика розказав одному чоловікові поляк, який мав бути наочним свідком цього. 7.ІХ.44 р. до с. Лагодів приїхали більшовики, зробивши мітінг, спалили два господарства, а саме: Прилубчака Михайла, — бувшого підрайонового та матері його жінки Теклі Макар. На тих людей були всипи(доноси).
7.ІХ.44 р. відділи, які стаціонували в лісах сіл Прибин[ь] і Любешка, звели бій з більшовиками. Сотня Яструба по сутичці з більшовиками продерлася через більшовицьку заставу, втративши одного стрільця, якого більшовики зловили і зараз він сидить в тюрмі в Бібрці. Сотню Дира, яка осталась окружена в лісі, вдалось більшовикам розбити. Ці самі більшовики цього самого дня, вертаючи з облав ліса, зробили акцію на с. Кореличі. Підчас акції вбито боєвика Орла та арештовано сотенного самооборони та кілька рядовиків. По допитах їх звільнено. 10.ІХ.44 р. до с. Волкова [Вовків] приїхала більшовицька міліція (один поляк та три жиди). Зайшли до господаря Чорнецького Михайла та питалися, де ділися місцеві жиди і хто їх побив. Не одержавши позитивної відповіді, зробили в хаті ревізію, однак нічого не знайшли. 11.ІХ.44 р. через с. Болотню, [в] напрям[і] з Бережан на Перемишляни, провадили більшовики 400 мужчин. Більшовиків було около 50. 11.ІХ.44 р. о 10-ій год. рано до с. Біле прибула міліція з Дунаєва і зловили трьох людей, яких мали на списку: Панчишина Василя, Миханів Михайла і Білецького Антона. Забравши їх зі собою від'їхали в сторону Дунаєва. 17.ІХ.44 р. до с. Тучне приїхали більшовики в числі 250. Обступивши село, зловили кількох мужчин до армії та спалили 10 господарств. На списку мали 15 родин. Забрали лише 4 родині, бо інших не вдалося їм зловити. Від'їхали в сторону Перемишлян. 19.ІХ.44 р. в 4-й год. ранком окружили більшовики с. Унів. Між ними була польська міліція та один місцевий жид. Дали наказ, щоб до пів години люди здали контингент в 100 %. Опісля перепроваджували ревізії по деяких хатах. Станичній грозили вивозом, якщо до її дому будуть заходити чужі люди. Зловлено 21 мужчин до армії та 5 родин вивезли зі собою: Боренько Іван (4 особі), син у відділі, Войціх Дмитро (2 особі), хворого стягнули з ліжка, Войціх Марія (2 особі), Зінек Ст[е]пан (4 особі), бувший громадський поліціянт, Нуд Андрій (2 особи), син при районовій боївці. Забраним людям зліквідовано господарства, забрано майно. Від'їхали в 6-й год. вечером в сторону Перемишлян. 19.ІХ.44 р. до с. Лагодів приїхало кількох більшовиків між ними були поляки з Лагодова і Винник. Питали за людьми, яких мали на списку. Тому, що їх не найшли забрали 5 шт. худоби та спалили 7 господарств. Перед вечером від'їхали в сторону Львова.
19.ІХ.44 р. приїхали більшовики трьома автами до с. Подусів. Забрали 36 шт. худоби. Того самого дня приїхало ще 10 фір НКВДистів. Вони зловили одну дівчину, яка йшла на розвідку до с. Біле, та від'їхали до Білки. По полудні 2 авта з худобою від'їхало в напрямі Новосілки, а одно авто лишилося в селі. Около 5-ї год. то авто виїхало зі села і стрінулося з боївкою з другого району в числі 10 стрільців. Двох більшовиків вбито, двох ранено, а двох втекло. Ранених більшовиків забрав до себе Зварич Семен і на другий день відвіз до Перемишлян. 20.ІХ.44 р. до с. Костенів приїхало около 25 більшовиків за контингентом. Секретар, користаючи з того, що більшовики є в селі, подав список мужчин, які не пішли до армії, лише ховаються (10 мужчин). 20.ІХ.44 р. гнали більшовики через с. Янчин103 з Бережан в напрямі Перемишлян наловлених людей в числі 300 осіб. 20.ІХ.44 р. о 4-ій год. рано більшовики в числі 250 осіб окружили с. Липівці, перевели ревізію по деяких хатах, між іншим на зв'язковій хаті, знайшовши 10 клг. масла[, з]агрозили, що підмінують це господарство, бо тут зупиняються бандерівці. Того дня зловили 27 мужчин до ЧА, та вивезли родину кущевого Синього, сконфіскувавши майно. 21.ІХ.44 р. до с. Білка приїхало 25 більшовиків і скликали людей на мітинг. Перед мітингом ходили по[]хатах, шукаючи за мужчинами, та питали за бандерівцями. Між іншим говорили, що їм донесено, що ніччю через це село переїжджали бандерівці в числі 60 осіб, а 10 переїжджало днем. Фактично так було, отже вже мусів хтось їм про це донести. Того самого дня зловили більшовики 16 мужчин до армії, а після мітингу від'їхали до Перемишлян. 22.ІХ.44 р. о 4-й год. рано окружили більшовики с. Вишнівчик. Зловили 39 мужчин до армії (від 35–40 літ). Того самого дня по-полудні приїхала міліція, в склад якої входило 3 більшовиків, двох поляків і один жид. Жодних репресій не було, лиш загрожено вивозом. 24.ІХ.44 р. о 4-й год рано до с. Подусів приїхали більшовики в числі 60 осіб. Між ними б[у]ли поляки та жиди. Зі собою мали гранатомети та гармати. Вони обстрілювали ліс, але до ліса не й[ш]ли. Господарства, які мали на списку, облявши бензиною спалили (73 господарства), та забрали багато худоби. Під час акції вбито дві особи (дівчина та мужчина 45-літній). Зловлено 6 чоловіків, яких забрали зі собою. Від'їхали около 1-ї год. пополудні.
25.ІХ.44 р. около год. 5-ї рано більшовики окружили село Волків. По деяких господарствах перевели ревізії. Забрали слідуючі родини: Висоцький Степан (4 ос.) — родина станичної, Якимів Михайло (2 особи), Стецьків Василь, Марич Ксеня та Висоцький Панас. Їхнє майно сконфісковано. В селі забрали багато ярини, збіжжя та м'яса. Зліквідували господарство бувшого солтиса Сторожинського Михаіла (родина вспіла втекти). Більшовики, як тільки ввійшли до села, вступ[и]ли до місцевого поляка Мазурчака Яська, та мали з ним якусь раду. З більшовиками ходив по селі голова сільради Бучковський Іван та докладно про все їх інформував. Більшовики виїхали зі села о 4-й год. 25.ІХ.44 р. більшовики окружили рівночасно с. Брикун. Примінювали цю саму тактику, що в Волкові та забрали 4 родини, а їхні господарства зліквідували. 24.ІХ.44 р. до с. Полюхів [Малий Полюхів] вдерлося 9 поляків. Підпалили господарство Чирського Володимира та втекли. Від цеї пожежі занялося, ще два господарства. Різне: 8.ІХ.44 р. повішено жінку в селі Липівцях, яка говорила багато нісенітниць, тим самим шкодила нашій роботі. В тім самім селі зліквідовано 1 родину (чоловіка та жінку), які займались донощицтвом та мали зв'язки з більшовиками та поляками. 10.ІХ.44 р. вечером знищили родину Лаби Олекси в с. Лагодів за провокаторство. Родина мішана польсько-українська. Дочка, Лаба Марія, працювала на услугах НКВД. Тої самої ночі розстріляно польку Красілович Марію, за співпрацю зі своїми синами на користь більшовиків, які є в Перемишлянах. 21.ІХ.44 р.: в с. Білка знищено сексотку, яка видала в руки більшовиків місцевого господаря. 21.ІХ.44 р. до с. Брикун заїхало кількох поляків, які є при поліції та забрали 2 польські родини до Перемишлян. 25.ІХ.44 р. через с. Ладанці переїжджав поляк із Плитинич [Плетеничі] в цілях розвідки, його зліквідовано. 19.ІХ.44 р. знищено в с. Добряничі голову сільради за співпрацю з більшовиками. В селі Прибині того самого дня знищено 3 особі за донощицство. 17.ІХ.44 р. повішено голову сільради, який подав 15 родин. 18.ІХ.44 р. знищено голову сільради за донощицство. 29.ІХ.44 р. в с. Борщів зліквідовано жінку, яка працювала на услугах НКВД.
21.ІХ.44 р. знищено родину Курмана Дмитра за донощицтво. Господарство зліквідовано. Бувший член ОУН (за Польщі) [Колод]ій Володимир після приходу більшовиків в 1939 р. став першим комсомольцем та активним працівником (мав би бути при мордуванні нашого населення в 1941 р.). Пізніше разом з більшовиками втік на схід, тепер прибув знова на наші терени та працює в районі при НКВД. Постарався вирвати з рук більшовиків людей з Подусова, які були арештовані. Він сказав, що буде поступати так дальше, щоб направити свої похибки та бути корисним для свого народу. В с. Вишнівчику більшовики зловили сот. самооборони (наддніпрянця) Марченка Андрія. Більшовики ведучи його на розстріл сказали: «от, сволоч, розстріляємо», він відповів: «я гордий з того, що гину за Україну». Пращаючись зі жінкою закликав: «прощай Насте, Україна кличе». До одного селянина в с. Оста[л]овичах сказав більшовик так: «бандеровци заскоро взялися до роботи. На це ще [не] час, що вони роблять, однак я вірю, що Україна буде напевно». В селі Янчин більшовики, які перебували говорили таке між собою: «от товарищ кидай усе, та удірай домой. Київ забрали партизани і там вже Самостійна Україна». Полька Степанія Сипко зі с. Чемеринці їздил[а] з більшовиками в ліс та вказала місце, де крилася боївка та самооборона. Та сама полька збирала матеріяли та посилала до Віциня [Віцень], ще підчас німецької влади.
Дня 4.9 1945 р до с. Корелич наскочили 32 большевики, де зловили кількох дятьків та кущ. Арсена. Дня 8.9 наскочили большевики на с. Біла, зловили сільського інформатора, який всипав криївку, звідки витягнули живими дд. Марка, Довбуша і Оленя. Дня 28.9 большевики наїхали на криївку, де умовив їх Байда (кущевий з Болотні), звідки витягнули живими Байду і Ворона, а д. Хмеля вбили. Дня 5.9 15 стрибків зайшло до с. Втіхович і в хаті застукали дд. Руха і Горіха. По короткій перестрілці оба впали. Дня 13.9 НКВД наскочило на хутір Під Телячим коло Болотні. На хуторі було трьох повстанців. Побачивши большевиків, двох втікло, а один сховався до шафи. На провірку до хати входить капітан з двома бійцями. Повстанць вбиває капітана, інші большевики втікають. Повстанець, користуючи з нагоди, вибігає ціло в поле. Дня 23.9 відділ ч[ервоно]армійців, що квартирував в Перемишлянах, не одержавши через два дні харчів, розбив магазин наркомзагу і розграбив його, коли НКВД-ист Дяченко хотів арештувати одного ч[ервоно]армійця за саботаж, цей вбив його.https://litopysupa.com/wp-content/uploads/2019/02/NS_Tom_13_Voienna_okruha_UPA_Buh_1943-1952_kn2.pdf
Вибори 1946 р. ….Коли в багатьох селах взагалі не щастило зігнати людей на мітинґ або люди вперто відмовлялися від участи в комісії, більшовики ловили на вулиці першого!ліпшого чоловіка, затримували його, питали про ім'я і прізвище, записували собі і проголошували, що даний чоловік є головою чи членом виборчої комісії. Протести цієї особи і присутних були даремні. В такий спосіб «вибрано» виборчі комісії, напр., в сс. Кореличі, Утіховичі, Тучне, Глібовичі, Сіжки, Кімир, Коросне, Лагодів, Липівці, Борщів, Пнятин, Ладанці (р!ни Перемишляни, Львівської обл.)https://litopysupa.com/wp-content/uploads/2019/01/Tom_09_Ukrainska_Holovna_Vyzvolna_Rada_Dokumenty_ofitsiini_publikatsii_materiialy_Knyha_2_1946-1948.pdf

### Історія Перемишлян
Перша письмова згадка про Перемишляни датується 1437 роком. Вчені роблять припущення, що назву міста дали переселенці із Перемишльського князівства. На кінець XVI — початок XVII ст. припадає бурхливий розвиток Перемишлян та околиць, як важливих осередків торгівлі, промислів і культури. У першій чверті XVII ст. Перемишляни отримали магдебурзьке право, і в документах того часу згадуються як місто-фортеця, оточене земляним валом і дерев'яною оборонною стіною з бійницями.
Якщо перша письмова згадка про Перемишляни датується 1437 роком, то в 1623 році уже згадується як місто.
Найдавнішими спорудами в місті є костел XVII ст. та церква Св. Миколая. У 1857 році в Перемишлянах П. Любинецький заснував школу бджільництва, яка була однією із перших шкіл пасічників у Галичині та Європі. Бджолярство було поширене на території Перемишлянщини з давніх часів. Це відобразилося і на гербі міста: солом'яний вулик-сапетка, а навколо нього кілька бджіл.
У 1860 р. Перемишляни стали повітовим містом, яке входило до Золочівського округу. У 1909 р. була збудована залізниця Потутори — Перемишляни-Львів, яка під час II світової війни була знищена.

### Історія Бібрки
Бібрка — друге за величиною місто, розташоване у долині мальовничої річки Боберки. Вперше Бібрка згадується у Галицько-Волинському літописі і датується 1211 роком. Вважають, що герой Куликовської битви Дмитро Бобрюк за походженням із Бібрки. З XVII ст. відомий герб міста, на якому зображений бобер на купині.

## Адміністративний устрій
В адміністративному плані до Перемишлянського району віднесено 89 населених пунктів, об'єднаних у 29 місцевих рад, з яких — 2 міських і 27 сільських.

## Економіка
Найбільші промислові підприємства району: перемишлянські з-д «Модуль» Львів. виробничого об'єднання «Мікроприлад», харчосмакова фабрика та меблевий комбінат, Бібрське заводоуправління цегельних заводів. Комбінат побутового обслуговування (Перемишляни) та 19 будинків побуту. с. г. району спеціалізується на вирощуванні зернових (пшениця, жито, ячмінь, овес) і тех. (цукр. буряки, льон) культур, тваринництво мол.-м'ясного напряму. Площа с. -г. угідь 1980 становила 53, 6 тис. га, у тому числі орні землі — 39, 8 тис. га, луки і пасовища — 13, 5 тис. га. У П.р.—18 колгоспів, птахо інкубаторна станція, рай сільгосптехніка, рай сільгоспхімія.

### Туризм
Район має значні ресурси: оздоровчі, спортивні та екскурсно—туристичні. Об'єктами туризму є пам'ятки архітектури XV ст.: костел Станіслава у с. Дунаїв, замок у с. Свірж, пам'ятка оборонної архітектури XV—XIX ст. — монастир-фортеця в с. Унів.

## Транспорт
У районі достатньо розвинуте мережа доріг з твердим покриттям. Загальна протяжність доріг, які пролягають на території Перемишлянського району становить близько 370 км з них 77, 5 з асфальтобетонним покриттям, серед яких такі автомобільні шляхи як Куровичі—Мукачево, Перемишляни—Бережани. Через територію району проходить автотраса Львів — Івано-Франківськ. Залізнична ст. Бібрка.

## Населення
Нас. 59, 6 тис. чол. (1981).
Розподіл населення за віком та статтю (2001):
| Стать | Всього | До 15 років | 15-24 | 25-44 | 45-64 | 65-85 | Понад 85 |
| --- | ------ | ----------- | ----- | ----- | ----- | ----- | -------- |
| Чоловіки | 22 093 | 4537        | 3232  | 6419  | 4541  | 3218  | 146      |
| Жінки | 25 668 | 4255        | 3122  | 5886  | 5517  | 6332  | 556      |
| \| Статево-вікова піраміда \| Статево-вікова піраміда \| Статево-вікова піраміда \| \| ----------------------- \| ----------------------- \| ----------------------- \| \| Чоловіки \| Вік \| Жінки \| \| 146 \| 85 + \| 556 \| \| 262 \| 80-84 \| 748 \| \| 545 \| 75-79 \| 1499 \| \| 1126 \| 70-74 \| 2125 \| \| 1285 \| 65-69 \| 1960 \| \| 1251 \| 60-64 \| 1825 \| \| 907 \| 55-59 \| 1182 \| \| 1104 \| 50-54 \| 1205 \| \| 1279 \| 45-49 \| 1305 \| \| 1694 \| 40-44 \| 1596 \| \| 1622 \| 35-39 \| 1370 \| \| 1621 \| 30-34 \| 1487 \| \| 1482 \| 25-29 \| 1433 \| \| 1528 \| 20-24 \| 1458 \| \| 1704 \| 15-20 \| 1664 \| \| 1763 \| 10-14 \| 1652 \| \| 1569 \| 5-9 \| 1475 \| \| 1205 \| 0-4 \| 1128 \| |        |             |       |       |       |       |          |
| Статево-вікова піраміда |        |             |       |       |       |       |          |
| Чоловіки | Вік    | Жінки       |       |       |       |       |          |
| 146 | 85 +   | 556         |       |       |       |       |          |
| 262 | 80-84  | 748         |       |       |       |       |          |
| 545 | 75-79  | 1499        |       |       |       |       |          |
| 1126 | 70-74  | 2125        |       |       |       |       |          |
| 1285 | 65-69  | 1960        |       |       |       |       |          |
| 1251 | 60-64  | 1825        |       |       |       |       |          |
| 907 | 55-59  | 1182        |       |       |       |       |          |
| 1104 | 50-54  | 1205        |       |       |       |       |          |
| 1279 | 45-49  | 1305        |       |       |       |       |          |
| 1694 | 40-44  | 1596        |       |       |       |       |          |
| 1622 | 35-39  | 1370        |       |       |       |       |          |
| 1621 | 30-34  | 1487        |       |       |       |       |          |
| 1482 | 25-29  | 1433        |       |       |       |       |          |
| 1528 | 20-24  | 1458        |       |       |       |       |          |
| 1704 | 15-20  | 1664        |       |       |       |       |          |
| 1763 | 10-14  | 1652        |       |       |       |       |          |
| 1569 | 5-9    | 1475        |       |       |       |       |          |
| 1205 | 0-4    | 1128        |       |       |       |       |          |

Національний склад району станом на 2001 р.:
| національності | кількість осіб | %      |
| -------------- | -------------- | ------ |
| українці       | 47 471         | 99, 39 |
| росіяни        | 145            | 0, 30  |
| поляки         | 101            | 0, 21  |
| білоруси       | 11             | 0, 02  |
| інші           | 35             | 0, 08  |
| всього         | 47 763         | 100    |

Загальна чисельність наявного населення Перемишлянського району станом на 1 січня 2016 року становила 38866 осіб. З них сільського населення — 28158 осіб, міського — 10708 осіб. У місті Перемишляни проживає 6885 осіб, у м. Бібрка — 3823 осіб.
Станом на 1 червня 2020 року в Перемишлянському районі  проживало 37600  осіб. У продовж січня - травня 2020 року кількість населення  району зменшилася на 170 осіб.У січні - травні 2020 року в районі народилося 127 дітей, померло 294 особи. 

## Освіта
У районі — профес- тех. уч-ще, 60 заг.-осв. та 2 муз. школи.

## Соціальна сфера
53 мед. заклади, у тому числі З лікарні. 68 клубних установ, 2 кінотеатри, 60 кіноустановок, 65 б-к.

## Політика
25 травня 2014 року відбулися Президентські вибори України. У межах Перемишлянського району було створено 73 виборчі дільниці. Явка на виборах складала — 83, 89 % (проголосували 28 057 із 33 446 виборців). Найбільшу кількість голосів отримав Петро Порошенко — 73, 33 % (20 575 виборців); Юлія Тимошенко — 11, 60 % (3 256 виборців), Олег Ляшко — 6, 18 % (1 733 виборців), Анатолій Гриценко — 4, 22 % (1 183 виборців). Решта кандидатів набрали меншу кількість голосів. Кількість недійсних або зіпсованих бюлетенів — 0, 43 %.

## ЗМІ
У П. р. видається газ. «Перемога» (1939—1991 рр). Газета «Нова доба», «Простір»

## Пам'ятки
- Пам'ятки історії Перемишлянського району
- Пам'ятки архітектури Перемишлянського району
- Пам'ятки монументального мистецтва Перемишлянського району

## Персоналії
У с. Свіржі П. р. народився укр. живописець В. Береза, у с. Білці — укр. радянський математик О. с.  Парасюк.